# Bokmål

Noorwegen:
Bokmål
Nynorsk
geen voorkeur

Bokmål is een van de twee Noorse standaardtalen. Evenals de andere Noorse standaard, het Nynorsk, is het een hoofdzakelijk op schrift gebruikte variëteit. Het Bokmål staat dicht bij de Deense schrijftaal. Van de twee Noorse standaardtalen is het Bokmål het oudst en het meest gebruikt, zij het toch meer in oostelijk dan in westelijk Noorwegen. Het woord bokmål bestaat uit de delen bok en mål, die resp. boek en taal betekenen; boekentaal dus. De meeste Noren spreken geen Bokmål, maar een dialect.
Bokmål heeft vaak twee spellingsvormen in de volgende gevallen:
1. De traditionele (Westelijke) diftong versus de versimpelde (Oostelijke) vorm;
2. De West-Scandinavische u tegenover de Oost-Scandinavische o;
3. De Oostelijke gemeenslachtige vorm naast de Westelijke vrouwelijke vorm.

Vaak worden Oostelijke vormen als het meest gebruikelijk gezien (løs ↔ laus (los) en leke ↔ leike (spelen)). Soms is er echter alleen de diftongvorm van het woord aanwezig (hauk (havik) of øy (eiland)). Er is ook een kleine groep met de diftong als de voorkeurspelling, zoals stein (alt. sten), dat steen betekent. Dit twee-vormensysteem is historisch ontstaan uit de wens om het bokmål en nynorsk samen te brengen in een algemeen Noors, het zogenaamde samnorsk.
De vrouwelijke vormen worden meer in de spreektaal dan in de schrijftaal gebruikt, en men ziet de uitgang -a dan ook steeds minder naarmate de tekst formeler wordt. Een heus drie-geslachtensysteem zoals in het Nynorsk en het IJslands is nooit echt van de grond gekomen.